# Cenowo (gmina)
Cenowo (bułg. Община Ценово) – gmina w północnej Bułgarii, w obwodzie Ruse.

## Miejscowości
Miejscowości wchodzące w skład gminy Cenowo:
- Belanowo (bułg.: Беляново),
- Bełcow (bułg.: Белцов),
- Cenowo (bułg.: Ценово) − siedziba gminy,
- Dołna Studena (bułg.: Долна Студена),
- Dżulunica (bułg.: Джулюница),
- Karamanowo (bułg.: Караманово),
- Kriwina (bułg.: Кривина),
- Nowgrad (bułg.: Новград),
- Piperkowo (bułg.: Пиперково),